# Leif Davidsen

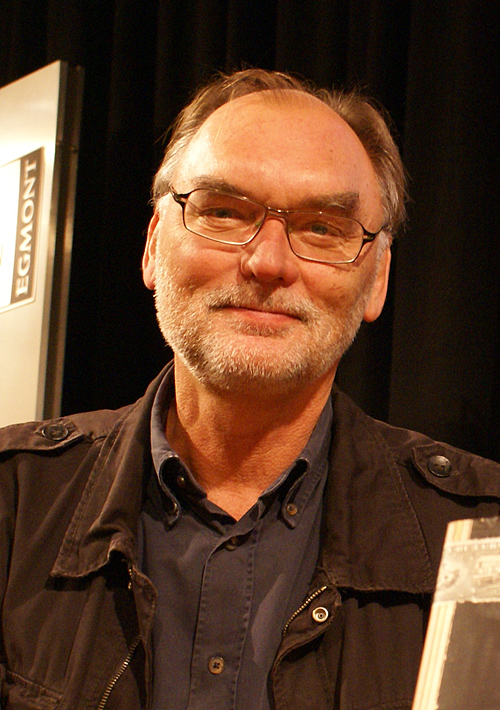
Leif Davidsen (2008)

Leif Davidsen (* 25. Juli 1950 in Otterup, Gemeinde Nordfyn) ist ein dänischer Schriftsteller.
Er schreibt Kriminalromane und Polit-Thriller, die in vielen Fällen den Balkankonflikt oder den Zerfall der Sowjetunion und dessen Folgen zum Thema haben. Er arbeitete als Nachrichtenredakteur im dänischen Fernsehen und war von 1984 bis 1988 Korrespondent in Moskau. Davidsen lebt in Kopenhagen.
Im Jahr 1989 erhielt er den Palle-Rosenkrantz-Preis für Den russiske sangerinde und 1992 De Gyldne Laurbær des dänischen Buchhandels für Den sidste spion.

## Werke
- 1984 Uhellige alliancer (Roman)
- 1988 Den russiske sangerinde (Roman)
- 1991 Den sidste spion (Roman)
- 1993 Den troskyldige russer (Roman)
- 1995 Forræderen - og andre historier (Erzählungen)
- 1996 Den serbiske dansker (Roman)
  - Der Fluch der bösen Tat, dt. von Peter Urban-Halle; Wien: Zsolnay 2001. ISBN 3-552-05162-7
- 1998 Lime's billede (Roman)
  - Der Augenblick der Wahrheit, dt. von Peter Urban-Halle; Wien: Zsolnay 1999. ISBN 3-552-04931-2
- 2002 Dostojevskijs sidste rejse (Reisebericht)
- 2003 De gode søstre (Roman)
  - Die guten Schwestern, dt. von Peter Urban-Halle; Wien: Zsolnay 2004. ISBN 3-552-05289-5
- 2004 Fjenden i spejlet (Roman)
  - Der Feind im Spiegel, dt. von Peter Urban-Halle; Wien: Zsolnay 2006. ISBN 3-552-05364-6
- 2006 Den ukendte hustru (Roman)
  - Der Russe aus Nizza, dt. von Anne-Bitt Gerecke, Wien: Zsolnay 2008. ISBN 978-3-552-05438-7
- 2008 På udkig efter Hemingway (Roman)
- 2010 Min broders vogter (Roman)
  - Die Wahrheit stirbt zuletzt, dt. von Anne-Bitt Gerecke, München: dtv 2012. ISBN 978-3-423-21400-1
- 2011 Utahs bjerge og andre historier (Erzählungen)
- 2013 Patriarkens hændelige død (Roman)
  - Der Tod des Patriarchen, dt. von Anne-Bitt Gerecke, München: dtv 2015. ISBN 978-3-423-26063-3
- 2014 Steinbecks spøgelse – jagten på en forfatter (Reisebericht)

## Verfilmungen
- 1993 Den russiske sangerinde - dt. Die Russlandaffäre, Regie: Morten Arnfred
- 2001 Den serbiske dansker, dänischer Fernsehfilm, Regie: Jacob Grønlykke